# جون سباركس باتون
جون سباركس باتون (بالإنجليزية: John Sparks Patton) هو معلم أمريكي، ولد في 23 سبتمبر 1894 في لشبونة في الولايات المتحدة، وتوفي في 30 أكتوبر 1961 في باتون روج في الولايات المتحدة.